# Élections cantonales de 2004 en Vaucluse
Les élections cantonales ont eu lieu les 21 et 28 mars 2004.
Lors de ces élections, 12 des 24 cantons de Vaucluse ont été renouvelés. Elles ont vu la reconduction de la majorité socialiste dirigée par Claude Haut, président du conseil général depuis 2001.

## Contexte départemental

### Assemblée départementale sortante
Avant les élections, le conseil général de Vaucluse est présidé par Claude Haut. Il comprend 24 conseillers généraux issus des 24 cantons de Vaucluse ; 12 d'entre eux sont renouvelables lors de ces élections.
| Parti                             | Sigle | Élus | Groupe politique          |
| --------------------------------- | ----- | ---- | ------------------------- |
| Majorité (13 sièges)              |       |      |                           |
| Parti socialiste                  | PS    | 9    | Majorité départementale   |
| Divers gauche                     | DVG   | 3    | Majorité départementale   |
| Parti communiste français         | PCF   | 1    | Majorité départementale   |
| Opposition (11 sièges)            |       |      |                           |
| Union pour un mouvement populaire | UMP   | 9    | Opposition départementale |
| DVD                               | DVD   | 1    | Opposition départementale |
| Front national                    | FN    | 1    | Front national            |
| Président du conseil général      |       |      |                           |
| Claude Haut (PS)                  |       |      |                           |

## Résultats à l’échelle du département
Répartition départementale des résultats (2e tour).
- PCF (6,18 %)
- PS (31,48 %)
- DVG (5,91 %)
- UMP (30,59 %)
- DVD (0,02 %)
- FN (25,83 %)

| Étiquette      | Étiquette                          | Premier tour | Premier tour | Second tour | Second tour | Sièges |
| Étiquette      | Étiquette                          | Voix         | %            | Voix        | %           | Sièges |
| -------------- | ---------------------------------- | ------------ | ------------ | ----------- | ----------- | ------ |
|                | Parti socialiste                   | 23 277       | 21,87        | 33 854      | 31,48       | 6      |
|                | Parti communiste français          | 8 809        | 8,28         | 6 649       | 6,18        | 1      |
|                | Divers gauche                      | 6 824        | 6,41         | 6 356       | 5,91        | 2      |
|                | Les Verts                          | 5 050        | 4,74         |             |             |        |
|                | Extrême gauche                     | 991          | 0,93         |             |             |        |
|                | Parti radical de gauche            | 640          | 0,60         |             |             |        |
| Gauche         | Gauche                             | 45 591       | 42,83        | 46 859      | 43,57       | 9      |
|                |                                    |              |              |             |             |        |
|                | Front national                     | 26 389       | 24,79        | 27 773      | 25,83       | 1      |
|                | Union pour un mouvement populaire  | 26 083       | 24,51        | 32 893      | 30,59       | 2      |
|                | Divers droite                      | 6 555        | 6,16         | 18          | 0,02        | 0      |
|                | Union pour la démocratie française | 1 250        | 1,17         |             |             |        |
|                | Extrême droite                     | 88           | 0,08         |             |             |        |
| Droite         | Droite                             | 60 365       | 56,71        | 60 684      | 56,44       | 3      |
|                |                                    |              |              |             |             |        |
|                | Divers                             | 474          | 0,45         |             |             |        |
|                |                                    |              |              |             |             |        |
| Inscrits       | Inscrits                           | 167 254      | 100,00       | 163 423     | 100,00      |        |
| Abstention     | Abstention                         | 56 526       | 33,00        | 49 834      | 30,49       |        |
| Votants        | Votants                            | 110 728      | 66,20        | 113 589     | 69,51       |        |
| Blancs et nuls | Blancs et nuls                     | 4 298        | 3,88         | 6 046       | 5,32        |        |
| Exprimés       | Exprimés                           | 106 430      | 96,12        | 107 543     | 94,68       |        |

### Résultats en nombre de sièges
| Parti | Sièges mis en jeu | Élus | Évolution |
| ----- | ----------------- | ---- | --------- |
| PS    | 5                 | 6    | +1        |
| PCF   | 1                 | 1    | =         |
| FN    | 0                 | 1    | +1        |
| DVG   | 3                 | 2    | -1        |
| UMP   | 3                 | 2    | -1        |

### Assemblée départementale à l'issue des élections
| Parti                             | Sigle | Élus | Groupe politique          |
| --------------------------------- | ----- | ---- | ------------------------- |
| Majorité (13 sièges)              |       |      |                           |
| Parti socialiste                  | PS    | 10   | Majorité départementale   |
| Divers gauche                     | DVG   | 2    | Majorité départementale   |
| Parti communiste français         | PCF   | 1    | Majorité départementale   |
| Opposition (11 sièges)            |       |      |                           |
| Union pour un mouvement populaire | UMP   | 8    | Opposition départementale |
| DVD                               | DVD   | 1    | Opposition départementale |
| Front national                    | FN    | 2    | Front national            |
| Président du conseil général      |       |      |                           |
| Claude Haut (PS)                  |       |      |                           |

## Résultats par canton

### Canton d'Apt
| Candidats      | Candidats                       | Étiquette      | Premier tour | Premier tour | Second tour | Second tour |
| Candidats      | Candidats                       | Étiquette      | Voix         | %            | Voix        | %           |
| -------------- | ------------------------------- | -------------- | ------------ | ------------ | ----------- | ----------- |
|                | Pierre Boyer*                   | PS             | 4 579        | 49,50        | 6 033       | 62,48       |
|                | Armand Doucende                 | UMP            | 1 858        | 20,08        | 2 076       | 21,50       |
|                | Jean-Marie Allauzen             | FN             | 1 534        | 16,58        | 1 547       | 16,02       |
|                | Jean-Pierre Peyron              | PCF            | 669          | 7,23         |             |             |
|                | Marie-Christine Kadler Letteron | Verts          | 523          | 5,65         |             |             |
|                | Marie-Claire Frasson Botton     | EXD            | 88           | 0,95         |             |             |
|                |                                 |                |              |              |             |             |
| Inscrits       | Inscrits                        | Inscrits       | 15 034       | 100,00       | 15 033      | 100,00      |
| Abstention     | Abstention                      | Abstention     | 5 447        | 36,23        | 5 046       | 33,57       |
| Votants        | Votants                         | Votants        | 9 587        | 63,77        | 9 987       | 66,43       |
| Blancs et nuls | Blancs et nuls                  | Blancs et nuls | 336          | 3,50         | 331         | 3,31        |
| Exprimés       | Exprimés                        | Exprimés       | 9 251        | 96,50        | 9 656       | 96,69       |

*sortant

### Canton d'Avignon-Est
| Candidats      | Candidats             | Étiquette      | Premier tour | Premier tour | Second tour | Second tour |
| Candidats      | Candidats             | Étiquette      | Voix         | %            | Voix        | %           |
| -------------- | --------------------- | -------------- | ------------ | ------------ | ----------- | ----------- |
|                | André Castelli*       | PCF            | 4 638        | 35,12        | 6 649       | 46,97       |
|                | Thierry Lagneau       | UMP            | 3 304        | 25,02        | 4 446       | 31,41       |
|                | Thibaut de La Tocnaye | FN             | 3 193        | 24,18        | 3 061       | 21,62       |
|                | Jean-Luc Fauche       | Verts          | 572          | 4,33         |             |             |
|                | Chrystelle Joulain    | DVG            | 450          | 3,41         |             |             |
|                | Pierre Pascal         | DVD            | 433          | 3,28         |             |             |
|                | Corinne Jaberg        | EXG            | 260          | 1,97         |             |             |
|                | Samir Kaabeche        | SE             | 237          | 1,79         |             |             |
|                | Nicole Calvet         | EXG            | 120          | 0,91         |             |             |
|                |                       |                |              |              |             |             |
| Inscrits       | Inscrits              | Inscrits       | 21 759       | 100,00       | 21 758      | 100,00      |
| Abstention     | Abstention            | Abstention     | 8 066        | 37,07        | 7 232       | 33,24       |
| Votants        | Votants               | Votants        | 13 693       | 62,93        | 14 526      | 66,76       |
| Blancs et nuls | Blancs et nuls        | Blancs et nuls | 486          | 3,55         | 370         | 2,55        |
| Exprimés       | Exprimés              | Exprimés       | 13 207       | 96,45        | 14 156      | 97,45       |

*sortant

### Canton d'Avignon-Sud
| Candidats      | Candidats         | Étiquette      | Premier tour | Premier tour | Second tour | Second tour |
| Candidats      | Candidats         | Étiquette      | Voix         | %            | Voix        | %           |
| -------------- | ----------------- | -------------- | ------------ | ------------ | ----------- | ----------- |
|                | Michèle Fournier* | PS             | 2 823        | 40,17        | 3 637       | 48,56       |
|                | Philippe Marcucci | UMP            | 2 020        | 28,75        | 2 287       | 30,54       |
|                | Hubert Carme      | FN             | 1 666        | 23,71        | 1 565       | 20,90       |
|                | Hélène Veillant   | EXG            | 281          | 4,00         |             |             |
|                | Rabah Zaidi       | SE             | 237          | 3,37         |             |             |
|                |                   |                |              |              |             |             |
| Inscrits       | Inscrits          | Inscrits       | 12 000       | 100,00       | 12 000      | 100,00      |
| Abstention     | Abstention        | Abstention     | 4 684        | 39,03        | 4 273       | 35,61       |
| Votants        | Votants           | Votants        | 7 316        | 60,97        | 7 727       | 64,39       |
| Blancs et nuls | Blancs et nuls    | Blancs et nuls | 289          | 3,95         | 238         | 3,08        |
| Exprimés       | Exprimés          | Exprimés       | 7 027        | 96,05        | 7 489       | 96,92       |

*sortant

### Canton de Beaumes-de-Venise
| Candidats      | Candidats         | Étiquette      | Premier tour | Premier tour |
| Candidats      | Candidats         | Étiquette      | Voix         | %            |
| -------------- | ----------------- | -------------- | ------------ | ------------ |
|                | Christian Gonnet* | UMP            | 1 821        | 64,83        |
|                | Nadia Boyer       | PCF            | 679          | 24,17        |
|                | André Beck        | FN             | 309          | 11,00        |
|                |                   |                |              |              |
| Inscrits       | Inscrits          | Inscrits       | 3 812        | 100,00       |
| Abstention     | Abstention        | Abstention     | 900          | 23,61        |
| Votants        | Votants           | Votants        | 2 912        | 76,39        |
| Blancs et nuls | Blancs et nuls    | Blancs et nuls | 103          | 3,54         |
| Exprimés       | Exprimés          | Exprimés       | 2 809        | 96,46        |

*sortant

### Canton de Bédarrides
| Candidats      | Candidats         | Étiquette      | Premier tour | Premier tour | Second tour | Second tour |
| Candidats      | Candidats         | Étiquette      | Voix         | %            | Voix        | %           |
| -------------- | ----------------- | -------------- | ------------ | ------------ | ----------- | ----------- |
|                | Alain Milon*      | UMP            | 5 339        | 35,34        | 8 608       | 59,61       |
|                | Robert Roux       | FN             | 4 556        | 30,16        | 5 832       | 40,39       |
|                | Benoît Magnat     | Verts          | 2 238        | 14,82        |             |             |
|                | Claude Sauthier   | PCF            | 1 673        | 11,08        |             |             |
|                | Françoise Forment | DVD            | 970          | 6,42         |             |             |
|                | Gilbert Saccani   | EXG            | 330          | 2,18         |             |             |
|                |                   |                |              |              |             |             |
| Inscrits       | Inscrits          | Inscrits       | 23 858       | 100,00       | 23 856      | 100,00      |
| Abstention     | Abstention        | Abstention     | 8 207        | 34,40        | 7 486       | 31,38       |
| Votants        | Votants           | Votants        | 15 651       | 65,60        | 16 370      | 68,62       |
| Blancs et nuls | Blancs et nuls    | Blancs et nuls | 545          | 3,48         | 1 930       | 11,79       |
| Exprimés       | Exprimés          | Exprimés       | 15 106       | 96,52        | 14 440      | 88,21       |

*sortant

### Canton de Bonnieux
| Candidats      | Candidats           | Étiquette      | Premier tour | Premier tour | Second tour | Second tour |
| Candidats      | Candidats           | Étiquette      | Voix         | %            | Voix        | %           |
| -------------- | ------------------- | -------------- | ------------ | ------------ | ----------- | ----------- |
|                | Roger Fenelon*      | PS             | 1 071        | 42,89        | 1 389       | 52,02       |
|                | Yves Rousset Rouard | UMP            | 990          | 39,65        | 1 281       | 47,98       |
|                | Véronique Aubret    | FN             | 285          | 11,41        |             |             |
|                | Catherine Moreau    | PCF            | 151          | 6,05         |             |             |
|                |                     |                |              |              |             |             |
| Inscrits       | Inscrits            | Inscrits       | 3 718        | 100,00       | 3 714       | 100,00      |
| Abstention     | Abstention          | Abstention     | 1 089        | 29,29        | 899         | 24,21       |
| Votants        | Votants             | Votants        | 2 629        | 70,71        | 2 815       | 75,79       |
| Blancs et nuls | Blancs et nuls      | Blancs et nuls | 132          | 5,02         | 145         | 5,15        |
| Exprimés       | Exprimés            | Exprimés       | 2 497        | 94,98        | 2 670       | 94,85       |

*sortant

### Canton de Cadenet
| Candidats      | Candidats          | Étiquette      | Premier tour | Premier tour | Second tour | Second tour |
| Candidats      | Candidats          | Étiquette      | Voix         | %            | Voix        | %           |
| -------------- | ------------------ | -------------- | ------------ | ------------ | ----------- | ----------- |
|                | Michel Tamisier*   | DVG            | 3 686        | 45,27        | 4 786       | 58,03       |
|                | Sébastien Vincenti | UMP            | 1 983        | 24,36        | 3 461       | 41,97       |
|                | Francis Pignoly    | DVD            | 1 419        | 17,43        | Retrait     | Retrait     |
|                | René de Mulders    | FN             | 1 054        | 12,95        |             |             |
|                |                    |                |              |              |             |             |
| Inscrits       | Inscrits           | Inscrits       | 12 569       | 100,00       | 12 573      | 100,00      |
| Abstention     | Abstention         | Abstention     | 4 067        | 32,36        | 3 855       | 30,66       |
| Votants        | Votants            | Votants        | 8 502        | 67,64        | 8 718       | 69,34       |
| Blancs et nuls | Blancs et nuls     | Blancs et nuls | 360          | 4,23         | 471         | 5,40        |
| Exprimés       | Exprimés           | Exprimés       | 8 142        | 95,77        | 8 247       | 94,60       |

*sortant

### Canton de Carpentras-Nord
| Candidats      | Candidats      | Étiquette      | Premier tour | Premier tour | Second tour | Second tour |
| Candidats      | Candidats      | Étiquette      | Voix         | %            | Voix        | %           |
| -------------- | -------------- | -------------- | ------------ | ------------ | ----------- | ----------- |
|                | Michel Bayet*  | PS             | 4 415        | 37,50        | 5 216       | 40,27       |
|                | Guy Macary     | FN             | 4 396        | 37,34        | 5 088       | 39,28       |
|                | Robert Genin   | UMP            | 2 962        | 25,16        | 2 648       | 20,44       |
|                |                |                |              |              |             |             |
| Inscrits       | Inscrits       | Inscrits       | 19 364       | 100,00       | 19 353      | 100,00      |
| Abstention     | Abstention     | Abstention     | 7 065        | 36,49        | 6 060       | 31,31       |
| Votants        | Votants        | Votants        | 12 299       | 63,51        | 13 293      | 68,69       |
| Blancs et nuls | Blancs et nuls | Blancs et nuls | 526          | 4,28         | 341         | 2,57        |
| Exprimés       | Exprimés       | Exprimés       | 11 773       | 95,72        | 12 952      | 97,43       |

*sortant

### Canton de L'Isle-sur-la-Sorgue
| Candidats      | Candidats             | Étiquette      | Premier tour | Premier tour | Second tour | Second tour |
| Candidats      | Candidats             | Étiquette      | Voix         | %            | Voix        | %           |
| -------------- | --------------------- | -------------- | ------------ | ------------ | ----------- | ----------- |
|                | Michel Fuillet*       | PS             | 6 121        | 35,69        | 9 152       | 50,55       |
|                | Émile Cavasino        | FN             | 3 843        | 22,41        | 4 150       | 22,92       |
|                | Valéry Dury           | UMP            | 2 698        | 15,73        | 4 804       | 26,53       |
|                | Pierre Gonzalvez      | DVD            | 1 773        | 10,34        |             |             |
|                | Anne-Marie Billiottet | Verts          | 1 717        | 10,01        |             |             |
|                | Didier Olmos          | PCF            | 999          | 5,82         |             |             |
|                |                       |                |              |              |             |             |
| Inscrits       | Inscrits              | Inscrits       | 26 528       | 100,00       | 26 528      | 100,00      |
| Abstention     | Abstention            | Abstention     | 8 643        | 32,58        | 7 622       | 28,73       |
| Votants        | Votants               | Votants        | 17 885       | 67,42        | 18 906      | 71,27       |
| Blancs et nuls | Blancs et nuls        | Blancs et nuls | 734          | 4,10         | 800         | 4,23        |
| Exprimés       | Exprimés              | Exprimés       | 17 151       | 95,90        | 18 106      | 95,77       |

*sortant

### Canton de Malaucène
| Candidats      | Candidats            | Étiquette      | Premier tour | Premier tour | Second tour | Second tour |
| Candidats      | Candidats            | Étiquette      | Voix         | %            | Voix        | %           |
| -------------- | -------------------- | -------------- | ------------ | ------------ | ----------- | ----------- |
|                | Xavier Bernard*      | DVG            | 1 336        | 48,25        | 1 569       | 54,31       |
|                | Dominique Bodon      | UMP            | 962          | 34,74        | 1 320       | 45,69       |
|                | Hervé de Penfentenyo | FN             | 350          | 12,64        |             |             |
|                | Guy Demolin          | DVD            | 121          | 4,37         |             |             |
|                |                      |                |              |              |             |             |
| Inscrits       | Inscrits             | Inscrits       | 3 598        | 100,00       | 3 597       | 100,00      |
| Abstention     | Abstention           | Abstention     | 735          | 20,43        | 583         | 16,21       |
| Votants        | Votants              | Votants        | 2 863        | 79,57        | 3 014       | 83,79       |
| Blancs et nuls | Blancs et nuls       | Blancs et nuls | 94           | 3,28         | 125         | 4,15        |
| Exprimés       | Exprimés             | Exprimés       | 2 769        | 96,72        | 2 889       | 95,85       |

*sortant

### Canton de Mormoiron
| Candidats      | Candidats                  | Étiquette      | Premier tour | Premier tour | Second tour | Second tour |
| Candidats      | Candidats                  | Étiquette      | Voix         | %            | Voix        | %           |
| -------------- | -------------------------- | -------------- | ------------ | ------------ | ----------- | ----------- |
|                | Max Raspail                | PS             | 1 411        | 27,31        | 3 188       | 61,89       |
|                | Luc Reynard                | DVG            | 1 352        | 26,17        | 1           | 0,02        |
|                | Olivier Reynard            | UMP            | 1 120        | 21,68        | 1 962       | 38,09       |
|                | Thierry Jacops d'Aigremont | FN             | 644          | 12,46        |             |             |
|                | Ghislain Roux              | PRG            | 640          | 12,39        |             |             |
|                |                            |                |              |              |             |             |
| Inscrits       | Inscrits                   | Inscrits       | 6 977        | 100,00       | 6 976       | 100,00      |
| Abstention     | Abstention                 | Abstention     | 1 624        | 23,28        | 1 468       | 21,04       |
| Votants        | Votants                    | Votants        | 5 353        | 76,72        | 5 508       | 78,96       |
| Blancs et nuls | Blancs et nuls             | Blancs et nuls | 186          | 3,47         | 357         | 6,48        |
| Exprimés       | Exprimés                   | Exprimés       | 5 167        | 96,53        | 5 151       | 93,52       |

### Canton d'Orange-Est
| Candidats      | Candidats            | Étiquette      | Premier tour | Premier tour | Second tour | Second tour |
| Candidats      | Candidats            | Étiquette      | Voix         | %            | Voix        | %           |
| -------------- | -------------------- | -------------- | ------------ | ------------ | ----------- | ----------- |
|                | Marie-Claude Bompard | FN             | 4 559        | 39,54        | 6 530       | 55,40       |
|                | Line Seguret         | PS             | 2 857        | 24,78        | 5 239       | 44,45       |
|                | Louis Biscarrat      | DVD            | 1 839        | 15,95        | 18          | 0,15        |
|                | Jean-Paul Montagnier | UDF            | 1 250        | 10,84        |             |             |
|                | Jacques Bérard*      | UMP            | 1 026        | 8,90         |             |             |
|                |                      |                |              |              |             |             |
| Inscrits       | Inscrits             | Inscrits       | 18 037       | 100,00       | 18 035      | 100,00      |
| Abstention     | Abstention           | Abstention     | 5 999        | 33,26        | 5 310       | 29,44       |
| Votants        | Votants              | Votants        | 12 038       | 66,74        | 12 725      | 70,56       |
| Blancs et nuls | Blancs et nuls       | Blancs et nuls | 507          | 4,21         | 938         | 7,37        |
| Exprimés       | Exprimés             | Exprimés       | 11 531       | 95,79        | 11 787      | 92,63       |

*sortant